# 巴爾維尼夫卡 (扎波羅熱區)
47°48′50″N 35°55′58″E / 47.81389°N 35.93278°E
巴爾維尼夫卡（烏克蘭語：Барвінівка）是位於烏克蘭東南部的村莊，由扎波羅熱州扎波羅熱区的泰爾努瓦泰市鎮負責管轄。該村始建於1922年，面積11.4平方公里，海拔高度103米，2001年人口490，人口密度每平方公里43人。